# Lidija Asanović
Lidija Asanović (Zagreb, 30. travnja 1966.), hrvatska pjevačica iz Zagreba, članica grupe Poslednja igra leptira, nakon čega pristupa Srebrnim krilima (1988. – 1989.). zamijenivši Vladu Kalembera. Godine 1988. nastupa na Euroviziji (današnji Eurosong), te sa svojom grupom osvaja 6. mjesto. Proslavila se pjesmama Dečko hajde oladi i Mangup.
Godine 1992. Lidija je otišla u Njemačku gdje se udala, te trenutno tamo živi pod imenom Lidija Rush. Na njeno mjesto u Srebrnim krilima došla je Vlatka Pokos.

## Vanjske poveznice
- Lidija Asanović member of Srebrna Krila